# 马克特绍尔加斯特
马克特绍尔加斯特是德国巴伐利亚州的一个市镇。总面积15.82平方公里，总人口1460人，其中男性719人，女性741人（2011年12月31日），人口密度92人/平方公里。